# 罗伯特·鲁萨
罗伯特·文森特·鲁萨（Robert Vincent Roosa，1918年6月21日—1993年12月23日）是美国经济学家和银行家。他在肯尼迪政府中担任财政部负责货币事务的副部长。他坚持美元应该成为世界主导货币和基准点，因为美国是领先的政治和经济大国。

## 早年
鲁萨出生于密歇根州马凯特，就读于密歇根大学，并于1939年获得学士学位。由于二战欧洲战场爆发，他放弃了牛津大学罗德奖学金，转而留在密歇根大学深造，分别于1940年和1942年获得硕士和博士学位。1939年至1943年间，他于密歇根大学、哈佛大学和麻省理工学院教授经济学。二战期间，他在伦敦的敌方目标研究组工作，担任查尔斯·P·金德尔伯格的助理，确定潜在有价值的敌方目标。

## 战后岁月
他自1946年起在纽约联邦储备银行工作，官至研究部门副总裁。此后在约翰·肯尼迪时期转任财政部负责货币事务的副部长，任内帮助解决了当时美国面临的国际收支问题。他通过发行债券吸引美元的外国持有者将美元转变为长期资产，以替代购买美国黄金。这种债券被称为鲁萨债券，以美元购买，但以瑞士法郎计价和偿还。鲁萨认为，国际货币体系应以美元为基准。他继续在林登·B·约翰逊的政府里工作到1964年。
1965年，鲁萨作为合伙人加入了私人投资银行布朗兄弟哈里曼公司。他在1966年至1981年间担任外交关系委员会的董事，并担任洛克菲勒基金会的受托人。 1979年，他成为了位于华盛顿的金融咨询机构三十人小组的成员，同时也是三边委员会的成员。自1975年到1986年，他担任布鲁金斯学会主席。鲁萨于1991年从布朗兄弟退休。

## 家庭
罗伯特·鲁萨与鲁思·阿门德·鲁萨结婚，他们有两个女儿。鲁思于1993年10月去世，罗伯特于1993年12月在纽约切斯特港去世，享年75岁。

## 著作
- Milton Friedman and Robert V. Roosa, The Balance of Payments: Free Versus Fixed Exchange Rates, American Enterprise Institute for Public Policy Research, Washington, D.C. (1967)
- Robert V. Roosa. . Published for the Council on Foreign Relations by Harper & Row. 1965.
- Robert V. Roosa. . Industrial College of the Armed Forces. 1964  [2022-05-22]. （原始内容存档于2022-05-22）.
- Robert V. Roosa. . Institute of Southeast Asian Studies. 1983  [2022-05-22]. ISBN 978-9971-902-59-9. （原始内容存档于2022-05-22）.